# إذا قلت أمنيتك
إذا قلت أمنيتك (بالكورية: 당신의 소원을 말하면)؛ هو مسلسل تلفزيوني كوري جنوبي، من بطولة جي تشانغ ووك وتشوي سو يونغ وسونغ دونغ إيل. عرض على قناة كي بي إس 2 من 10 أغسطس إلى 29 سبتمبر 2022. كما انه متاح على منصة VIU ، العالمية في مناطق محدودة.

## القصة
يصور هذا المسلسل قصة مؤثرة، يذهب شاب الذي دفعته حياته المليئة بالصراعات إلى أقصى حدوده إلى مستشفى الرعاية بناءً على أمر من خدمة المجتمع، وينضم إلى موظفي المستشفى في تلبية الرغبات الأخيرة المختلفة للمرضى المتواجدين لفترات حياتهم الأخيرة.
هي دراما مستوحاة من منظمة انسانية متواجدة بهولندا تلبي رغبات مرضى السرطان في مراحله النهائية.

## طاقم
- جي شانغ-ووك في دور يون جيو ري[9]

شاب  يكافح مرة أخرى و لآخر مرة من أجل البقاء على قيد الحياة، بعد مروره بكثير من الالم والحزن في حياته، بدا العمل كمتطوع في دار الرعاية.
- تشوي سو يونغ في دور سيو ايون جو[10][9]

ممرضة تعمل في مستشفى لرعاية المسنين، والتي تمنح الأمل للمرضى بالمركز.
- سونغ دونغ ايل في دور كانغ تاي-شيك[9]

الرجل الذي يعمل كقائد فريق المتطوعين في مستشفى، بعد فقدانه معنى الحياة.
- وون جي-آن بدور ها جيون كيونغ[11]

امرأة كل شيء بالنسبة لها جيو ري.
- يانغ هي كيونغ في دور يوم سون جا[12]

عضوة في الفريق التطوعي. تعتني بـ جيو ري و كانغ تاي شيك.
- جيل هاي يون في دور تشوي دوك جا[12]

مخضرمة في مهنة تنظيف المباني لم تأخذ استراحة من العمل في السبعينيات من عمرها.
- يو سون وونغ في دور هوانغ تشا يونغ[12]

رجل هادئ ومخلص يعمل مع تشوي دوك جا.
- جيون تشاي يون في دور يو سيو جين [12]

العضوة الوحيدة في سن المراهقة في الفريق التطوعي.
- بارك جين جو في دور سي-هي[13]
- نام تاي هون في دور جانغ سيوك جون[14]

ذو شخصية حادة وحساسة.

### ظهور خاص
- كيم شين روك[15]

## التقييمات
| الحلقات | تاريخ البث     | تقييمات "نيلسن كوريا" |
| الحلقات | تاريخ البث     | على الصعيد الوطني     |
| ------- | -------------- | --------------------- |
| 1       | 10 أغسطس 2022  | 3.6%                  |
| 2       | 11 أغسطس 2022  | 3.0%                  |
| 3       | 17 اغسطس 2022  | 2.2%                  |
| 4       | 18 اغسطس 2022  | 1.9%                  |
| 5       | 24 أغسطس 2022  | 2.9%                  |
| 6       | 25 أغسطس 2022  | 2.4%                  |
| 7       | 31 أغسطس 2022  | 2.3%                  |
| 8       | 1 سبتمبر 2022  | 2.4%                  |
| 9       | 7 سبتمبر 2022  | 2.2%                  |
| 10      | 8 سبتمبر 2022  | 2.4%                  |
| 11      | 14 سبتمبر 2022 | 2.0%                  |
| 12      | 15 سبتمبر 2033 | 2.1%                  |
| 13      | 21 سبتمبر 2022 | 1.7%                  |
| 14      | 22 سبتمبر 2022 | 1.6%                  |
| 15      | 28 سبتمبر 2022 | 1.8%                  |
| 16      | 29 سبتمبر 2022 | 2.0%                  |
| المعدل  | المعدل         | 2.3%                  |

## الإنتاج

### صناعة
المسلسل من إخراج كيم يونغ وان الذي أخرج سلسلة المعلون (2020-22). ومن كتابة جو يونغ سو، من أعماله فيلم «استطيع التحدث» (2017). استثمرت آي & إي تيليفشن نتورك في المسلسل، ليعرض على أحد قنواتها لايف تايم بتزامن مع كي بي اس 2. يتولى إنتاج المسلسل من فريق كلي ماكس إستوديو التابع لستوديوهات جاي تي بي سي.

### طاقم
في 1 سبتمبر 2021 ، أفيد أنه تم الانتهاء من اختيار الطاقم الرئيسي للمسلسل. في 17 من مايو 2022 ، تم الكشف رسميا عن تشكيلة طاقم التمثيل.

### التصوير
بدأ التصوير في 27 سبتمبر. في 7 أبريل 2022، نشرت سو يونغ على الانستجرام أن تصوير المسلسل قد انتهى.

## روابط خارجية
- الموقع الرسمي
 باللغة الكورية
- إذا قلت أمنتيك على موقع IMDb (الإنجليزية)
- إذا قلت أمنتيك على موقع قاعدة بيانات الفيلم (الإنجليزية)
- إذا قلت أمنيتك على هانسينما